# 松尾そのま
松尾 そのま（まつお そのま、2010年5月26日 - ）は、日本のモデル、子役、タレント。アメリカ合衆国カリフォルニア州ソノマ郡生まれ、大阪府出身。エイベックス・マネジメント所属。

## 略歴
アメリカ合衆国カリフォルニア州ソノマ郡で生まれ、幼少期、僅かであるが暮らしていた。その後、大阪府で育つ。
2018年、Instagramでスカウトをされてエイベックス・マネジメントに所属し、エイベックス・アーティストアカデミー大阪校でレッスンを受けながらモデルを中心に芸能活動を開始する。
2020年8月31日放送のNHK Eテレ『天才てれびくんhello,』「電空物語」で、ユウマ（演：坂上悠真）の妹・風花のクラスの謎の転校生、松尾ソノマ役で出演。同年11月11日放送回にて正式にてれび戦士となった。なお、年度の途中でてれび戦士に加わるのは、松尾が初めてである。
2023年、第27回ニコラモデルオーディションにてグランプリを獲得し、『ニコラ』の専属モデルとなる。
2025年大阪・関西万博の大阪ヘルスケアパビリオンでのOsaka Metro出展ブースにて案内役を務めるキャラクター「MAI(マイ)」のキャラクターボイスを担当。

## 人物
- 愛称は、そのちゃん、そのぴー、そのぴ、ノマ、まっちゃん。
- 一人っ子である。
- 「そのま」という名前は出生地のソノマ郡と、「そのままの自分で居て欲しい」という母の思いと、「そのま」がどこの国の人でも“そのま”と発音しやすいことも名前の由来となっている。
- 犬（トイプードル）を飼っている[注 4]。（名前：チョコ《昔はココアという名前の同じ犬種を飼っていた》）
- 趣味は、ゴルフ、お菓子作り、絵を描くこと[1]。
- 今までの習い事は、そろばん、習字、ダンス、歌、フィギュアスケート、ゴルフ、ヴァイオリン。
- オリックス・バファローズの福田周平のファンであり、福田選手のサイン入りの帽子・ユニフォーム持っている。また、オリっ子デーにて始球式をしていた。

## 受賞
- 第1回キモノガール着物モデル グランプリ（2017年）[3]
- ジュニア時計コレクション2018 ベストウォーキング賞（2018年）
- 第3回石原悠太郎賞大賞受賞（2025）

## 出演作品

### 映画
- KAPPEI（2022年3月18日、東宝） - 終末の世界の少女 役

### テレビ番組
- 天才てれびくんhello,（2020年8月31日 - 2023年3月30日、NHK Eテレ） - てれび戦士
- 天才てれびくん  (2023年4月3日 - 2025年3月26日、NHK Eテレ) - てれび戦士
- スゴEフェス2023 生放送スペシャル (2023年11月25日、NHK Eテレ） - 第1部パーソナリティー
- 超無敵クラス（2023年10月1日 - 2025年3月30日、日本テレビ）
- 戦後80年特別番組『なぜ君は戦争に? 綾瀬はるか×news23』ドラマパート（2025年8月14日、TBS）[4]

### CM
- セガトイズ WHO are YOU「第7章おもちゃ×ミュージカル〜新しい出会い〜」（2020年)
- ラグーナテンボス 「ラグバケしよっ!」編（2025年）[5]。

### 広告
- パリンカ （2017年 - 2018年）
- ユニカ 春夏（2018年）
- 京都ランドセル工房（2018年 - 2019年）
- タペット 秋冬（2018年）
- アンティカトイ 春夏・秋冬（2018年 - 2020年）
- デビロック 秋冬（2018年）
- ディアブル 秋冬（2018年）
- F・O・インターナショナル 「ALGY」（2023年）  - イメージモデル
- ナルミヤ・インターナショナル 「メゾピアノジュニア」（2023年AW - 2024年SS） - イメージモデル
- アダストリア「レピピアルマリオ」（2024年） - イメージモデル

### その他
- Bsオリっこデー2022（2022年4月29日 - 2022年5月1日） - 特別オリっこゲスト
  - 特別始球式は5月1日である。

## 書籍

### 雑誌
- nicola（2023年10月号 - 、新潮社） - 専属モデル
- 週刊少年サンデー（2025年34号） - 表紙&巻頭グラビア[6][7]
- 週刊ヤングマガジン（2025年35号） - グラビア企画「NEXTブレイク最前線」[8]